# キスケBOX

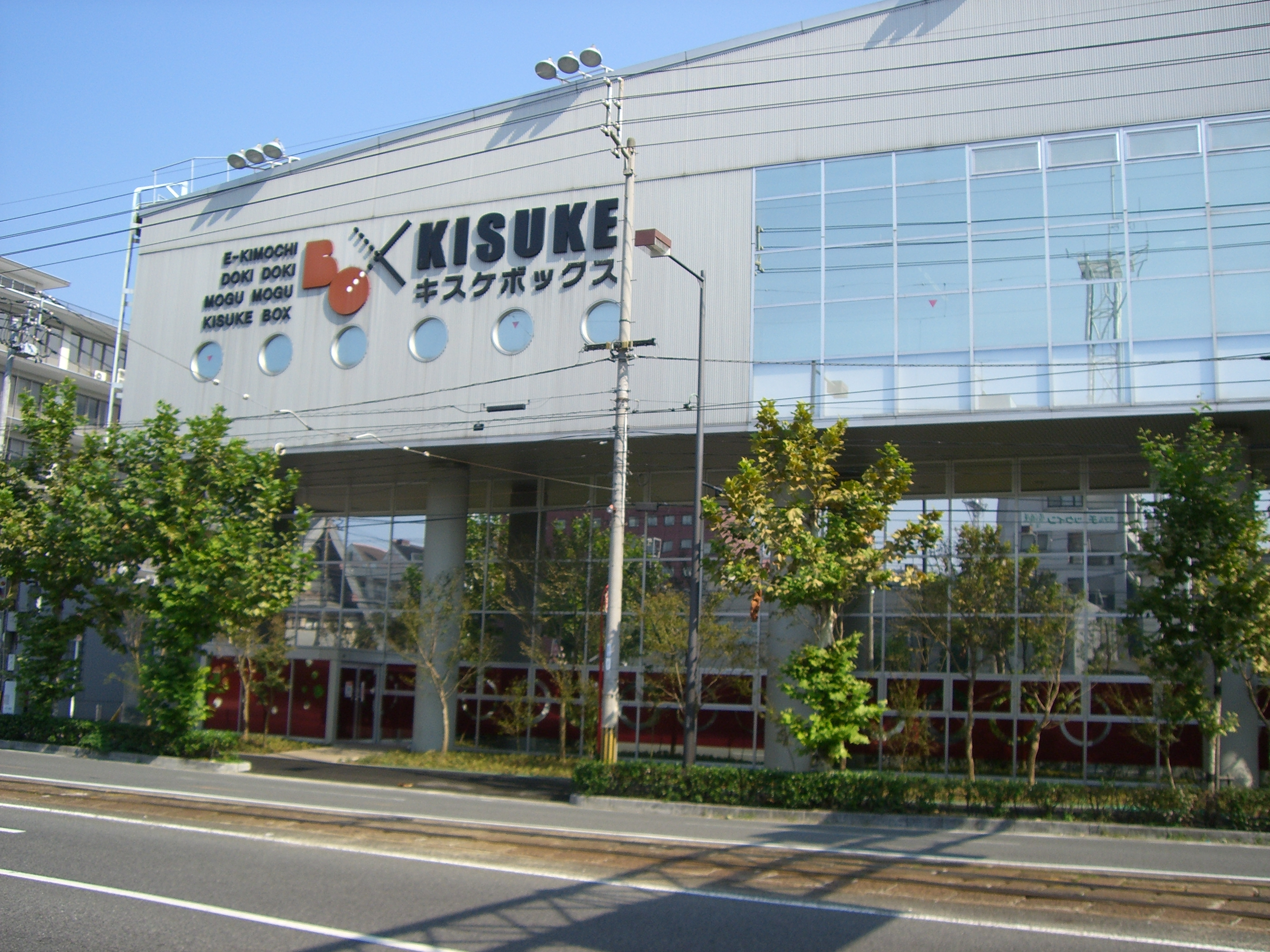
キスケBOX

キスケBOX（キスケボックス）は、愛媛県松山市にある複合商業施設。JR松山駅前にあり、ボウリング、カラオケ、天然温泉、宿泊施設、麻雀、屋内型テーマパークがある。パチンコチェーン「ホームラングループ」の「キスケ」（現代表・山路義則）が、自社のパチンコ店・ボウリング場敷地内で温泉を掘削して2001年に開業した。
2007年、建物の屋上にセダムを植えて屋上緑化を行う。緑化面積は約3,700平方メートルで建物一棟の屋上緑化としては日本最大級である。

## キスケ
日本人移住農民として日本統治時代の朝鮮に渡り、農場経営や米穀卸などをしていた日野喜助（1887年生）が戦後日本に引き揚げたのち、在日朝鮮人たちがパチンコ店で成功しているのを見て、自らも1952年ごろに今治市常磐町3丁目（今治商店街）でパチンコ店「サンスリー」を開業、パチンコチェーン「ホームラン」として成功。喜助は温泉発掘も始め、1960年代には伊予宝塚温泉開発社も経営。1960年には息子の日野博行が、1972年には喜助が衆議院議員総選挙に愛媛県第1区より立候補したがいずれも落選した。博行（1922-2010）は、愛媛県内と関東一円に約70軒のパチンコ店を経営し、1963年には社会福祉事業家の高木秀雄とともに精神障害者施設日野学園を創立のほか、日本遊技関連事業協会副会長などを務めた。
「キスケ株式会社」は1970年に喜助の娘の山路照子（愛媛県越智郡魚島村出身）が「中四国産業開発」として創業、キスケボウル を開業。照子は1975年にホームラン有限会社取締役として法人税法違反で執行猶予付き懲役刑を受ける。同年、東京で不動産事業を開始し九段中央ビル竣工、福岡パーキングを購入、以降、パチンコ店ホームランの支店（のちの「PAO」）を各地で開業し、1993年よりカラオケ事業を開始。
2001年に天然温泉を基にキスケBOXを建設し、翌2002年に先代の名を採って社名をキスケと変更、2008年には本社を今治より松山に移転。キスケBOXのほか、パチンコ店「Pao(パオ)」を松山市・伊予郡・今治市で8店舗、マンションKBコート、キスケビル、ロードサイド物件、東京の新橋、五反田、日本橋室町などに喜助ビルを所有し、パーキング事業も展開している。関連会社に不動産、労働者派遣、有料職業紹介を事業とする「株式会社呑吐樋（どんどび）」があり、創業者照子の孫でキスケ副社長の山路大助（1983年生、筑波大学卒）が代表を務める。

## 施設
2008年4月時点。
温浴施設「天然温泉キスケのゆ」
- 寝湯・泡風呂・ジェットバス・歩行湯・水風呂
- サウナ
- 岩盤浴
- リラクゼーション施設
- マッサージ・エステティックサロン

レジャー施設ほか
- パチンコ、パチスロ・カラオケ・雀荘・ボウリング・ゲームセンター
- 託児ルーム
- インターネットカフェ
- 飲食店（うどん・ラーメン等）

## 松山温泉
掘削した温泉は、松山温泉として当施設で利用されている。また、2本目の源泉を掘削していたが、地下1,700mから摂氏62.1度の温泉が湧出した。同社では、1号源泉と混合して46.0℃で露天風呂と大浴場で使用している。その他の湯船は、少し温めの1号源泉を使用している。
- 泉質 - アルカリ性単純弱放射能泉
- 源泉温度 - 62.1℃(松山温泉2号源泉)
- 源泉使用温度 - 40.0～46.0℃
- 効能 - 神経痛、筋肉痛、五十肩、関節痛、運動麻痺、アトピー性皮膚炎など。

注：効能はその効果を万人に保障するものではない。

## 交通
鉄道
- JR四国予讃線 松山駅下車徒歩3分

路線バス（松山駅）

## 周辺
- 伊予鉄道高浜線 大手町駅
- 伊予鉄髙島屋
- フジグラン松山
- 総務省四国総合通信局
- 四国ガス松山本社
- 伊予銀行松山駅前支店
- 愛媛銀行松山駅前支店